# Operace Gazela

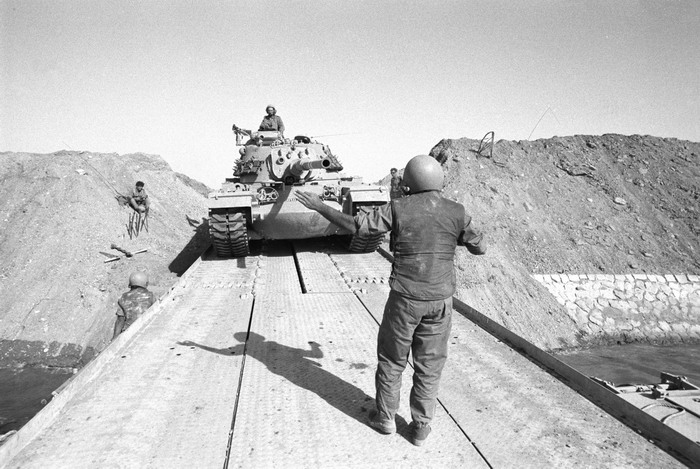
Izraelský tank překračuje Suezský průplav

Operace Gazela (též Operation Abirey-Halev či Operation Abirey-lev a také Operation Stouthearted Men, hebrejsky מבצע אבירי לב‎, arabsky ثغرة الدفرسوار‎) byla vojenská výsadková operace IOS během Jomkipurské války v oblasti Suezského průplavu. Uskutečnila se v období 15.–23. října 1973. Izraelské jednotky při ní v bojových podmínkách překročily průplav, zachytily se na egyptské straně průplavu a rozvinuly zde bojovou činnost. Díky ní se jim podařilo během několika dnů odříznout a de facto obklíčit 2. a 3. egyptskou armádu na východním břehu Sinajského poloostrova.

## Předehra
Dne 6. října provedla egyptská armáda výsadkovou operaci známou jako Operace Badr, při níž překročila Suezský kanál (souběžně s tím zaútočily syrské jednotky na Golanských výšinách). Izraelské jednotky se dostaly do defenzívy a byly zatlačeny od břehu průplavu do nitra Sinajského poloostrova. Z důvodu rychlého postupu syrských jednotek na Golanských výšinách, který bezprostředně ohrožoval izraelské vnitrozemí, vyhlásilo izraelské vrchní velení jako prioritu golanskou frontu. Na sinajské frontě proto IOS přešly do obrany a pouze odrážely útoky egyptských jednotek. Po stabilizaci golanské fronty a poté, co byla v Izraeli dokončena mobilizace nařídilo izraelské vrchní velení zvýšení aktivity na sinajské frontě. Po rozdrcení egyptské ofenzivy 14. října ještě tentýž den večer izraelská vláda vyjádřila souhlas s plánem na překročení Suezského průplavu.

## Plánování
Pro plánování přechodu byl důležitý objev tzv. švu (tzn. místa dotyku) mezi 2. a 3. egyptskou armádou, kde se dala předpokládat nižší hustota egyptských jednotek. Toto místo se nacházelo u tzv. Čínské farmy (ve skutečnosti se jednalo o japonskou experimentální farmu, nápisy na ní, psané v kanji považovali Izraelci za čínštinu a jako Čínskou farmu ji i zanesli do svých vojenských map). Druhým důležitým faktorem byla existence tzv. dvora, tj. místa pro vytvoření přechodu přes průplav. Izraelské velení nařídilo již před válkou vytvoření několika takových dvorů na vhodných místech podél průplavu. Dvůr byl vydlážděn a obsahoval i řídící a velitelské prvky a nacházel se v severní části Velkého hořkého jezera. Jako technické prostředky pro přechod přes kanál byly určeny válcový kompaktní most (který ale bylo nutné k průplavu dopravit) a klasické pontony.

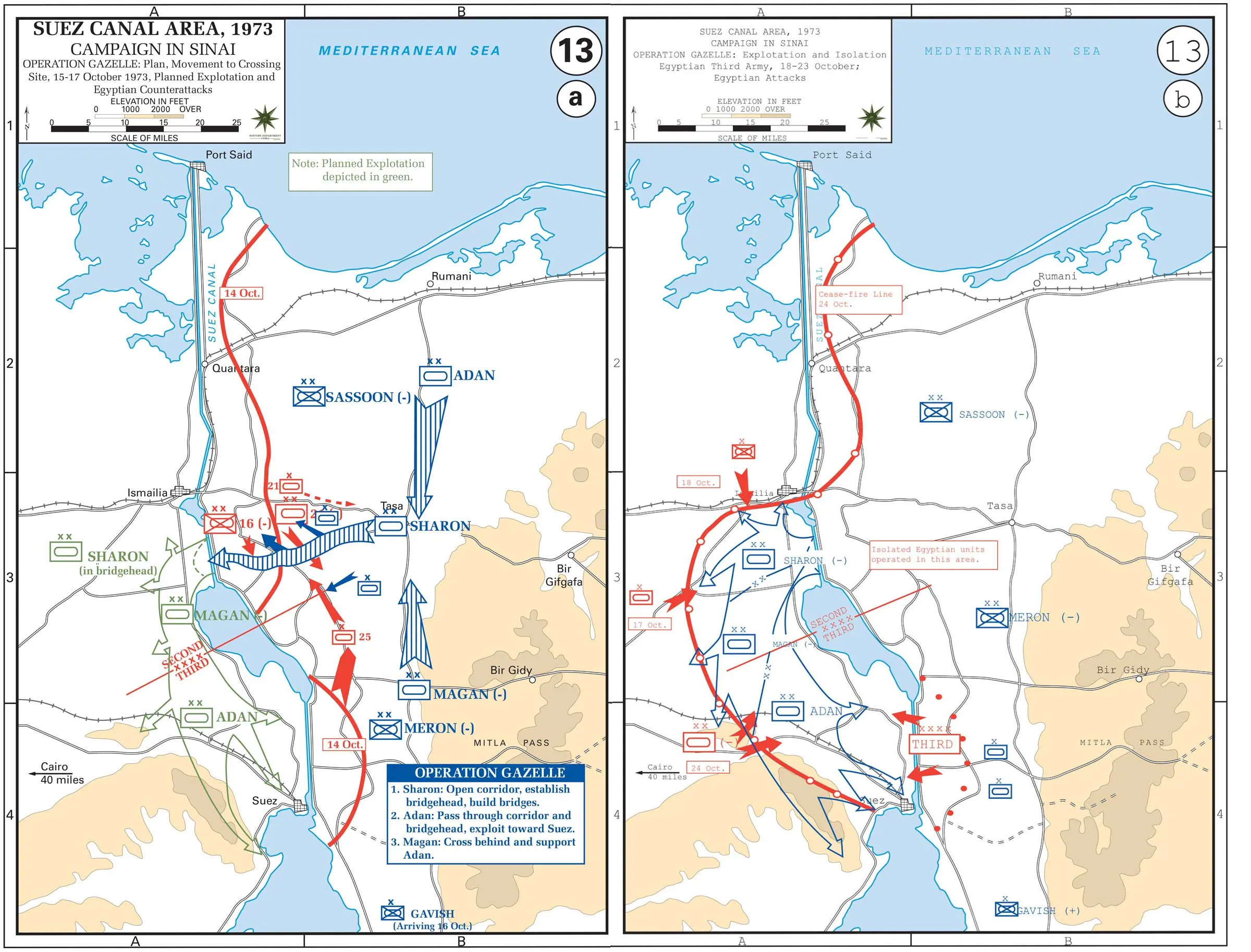
Izraelské překročení Suezského průplavu

Pro samotnou operaci Gazela, včetně obsazení Čínské farmy byly vyčleněny dvě divize: 143. izraelská tanková divize pod velením gen. mjr. Ariela Šarona byla pověřena zajištěním Čínské farmy, vytvořením předmostí na obou březích průplavu a jejich následnou obranou. Pro tento úkol byla divize posílena o 247. výsadkovou brigádu plk. Dannyho Matta. Přechodem přes kanál a následným rozvinutím bojové činnosti na západním břehu průplavu byly pověřeny 162. izraelská obrněná divize pod velením gen. Avrahama Adana a 252. izraelská obrněná divize gen. Kalmana Magena. Proti nim na stály 16. egyptská pěší divize, 3 egyptské obrněné brigády a 18. mechanizovaná brigáda. Mezi veliteli egyptské armády došlo ke sporu, když náčelník štábu egyptské armády gen. Šazlí požadoval stažení 4. a 21. egyptské tankové divize zpět na západní břeh Suezského průplavu, kde by tvořily záložní jednotky připravené zachytit izraelský přechod kanálu. S tím ale nesouhlasil ministr války a velitel egyptské armády gen. plk. Ahmad Ismáíl Alí, který jednotky nařídil stáhnout pouze na východní břeh, čímž vytvořil podmínky pro izraelský postup.

## Průběh operace
Rozkaz o zahájení operace Gazela vydal náčelník generálního štábu IOS gen. David Elazar 14. října. 15. října odpoledne započala bitva o Čínskou farmu, když 600. izraelská tanková brigáda zaútočila do prostoru farmy. Obsazením Čínské farmy pověřil Šaron tankové brigády ze sestavy své divize. Izraelské tankové jednotky se ale v prostoru farmy dostaly do těžkých bojů a zaznamenaly velké ztráty. Izraelcům se sice podařilo obsadit tzv. Akavíšskou cestu nezbytnou pro přepravu mostu, ale souběžnou tzv. Tirturskou cestu stále ovládali Egypťané. Přeprava velkého válcového mostu se proto zpozdila a do prostoru tzv. dvora se podařilo dříve dostat pontonový most. Úspěšným předpokladem pro provedení operace bylo i ovládnutí samotného dvora, tedy plánovaného předmostí pro přechod kanálu.
Zatímco v prostoru Čínské farmy probíhaly těžké boje, dosáhly krátce po půlnoci první izraelské jednotky dvora. Krátce na to zahájily přechod přes kanál. Západního břehu Suezského kanálu dosáhli výsadkáři na gumových člunech v 1.35 hodin ráno 16. října. Protože kompaktní válcový most se nacházel stále ještě na cestě (do prostoru přechodu dorazil 19. října) byl přechod proveden na gumových člunech. Před 3 hodinou ranní již bylo na západním břehu 750 izraelských vojáků, kteří budovali obranná postavení. Poté Izraelci zahájili na pontonech přepravu tanků a těžké techniky. Během této doby se izraelské jednotky nesetkaly s žádným egyptským odporem. V 8 hodin ráno 16. října již předmostí zasahovalo skoro 5 km do egyptského území. Ještě ten den podnikly izraelské tanky výpad až 12 km do egyptského vnitrozemí. Zde napadaly a ničily egyptská postavení baterií raket Sam-2, čímž otevřely vzdušný prostor pro izraelské letectvo, které mohlo účinně podporovat izraelské bojové operace v prostoru.

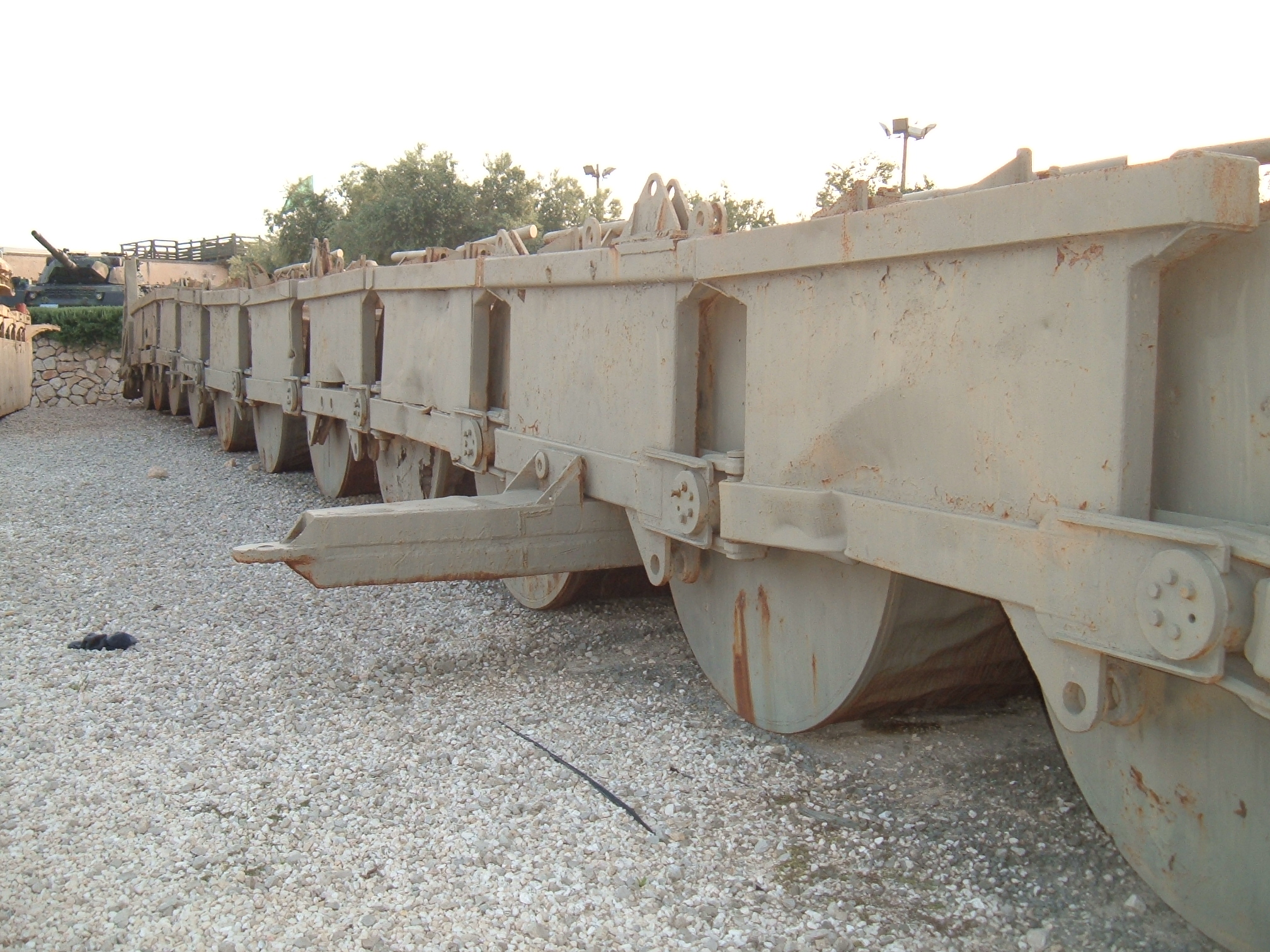
Izraelský válcový most

Mezi tím na východním břehu probíhaly intenzivní boje, při kterých izraelské jednotky zaznamenaly těžké ztráty a nedařilo se jim dosáhnout stanovených cílů. V jeden okamžik dokonce hrozilo, že izraelské předmostí na východním břehu kanálu bude odříznuto. Velení izraelské armády bylo izraelskými ztrátami natolik zaskočeno, že uvažovalo o přerušení celé operace. Šaronovi, který požadoval, aby se izraelské předmostí na západním břehu rozvinulo bez ohledu na situaci u Čínské farmy bylo nařízeno zastavit postup na egyptské straně průplavu a zapojit se více do bojů u Čínské farmy. Poté, co se vyčerpané egyptské jednotky začaly stahovat začalo izraelské velení k předmostí přesouvat techniku nutnou k vybudování mostu přes průplav. Přestože stále hrozilo odříznutí izraelských jednotek na předmostí u kanálu, Šaron se přes zákaz dále pokoušel o posilování jednotek na západním břehu.

### Egyptská reakce
Egyptské velení zpočátku celou izraelskou operaci bagatelizovalo (A. Sadát ji nazval „televizní oprací“) a nijak na ni nereagovalo. Na 17. října byla sice egyptským velením schválena operace mající za cíl likvidovat izraelské předmostí, ale to se nestalo. Gen. Šazlí požadoval stažení části egyptských jednotek na západní břeh. To ale velení egyptské armády zamítlo. Místo toho byl vypracován plán, podle kterého by jednotky 2. a 3. egyptské armády zaútočily od severu a jihu s cílem odříznout izraelské jednotky na předmostí. Samotný plán vznikl jako kompromis mezi Šazlího a Alího návrhy. Velení izraelské armády se ale nástup egyptských jednotek podařilo zachytit: na jihu byla úplně zničena 25. egyptská samostatná tanková brigáda, západně od Čínské farmy odrazily Adanovi a Šaronovi jednotky útok 16. egyptské pěší divize.

## Závěr operace

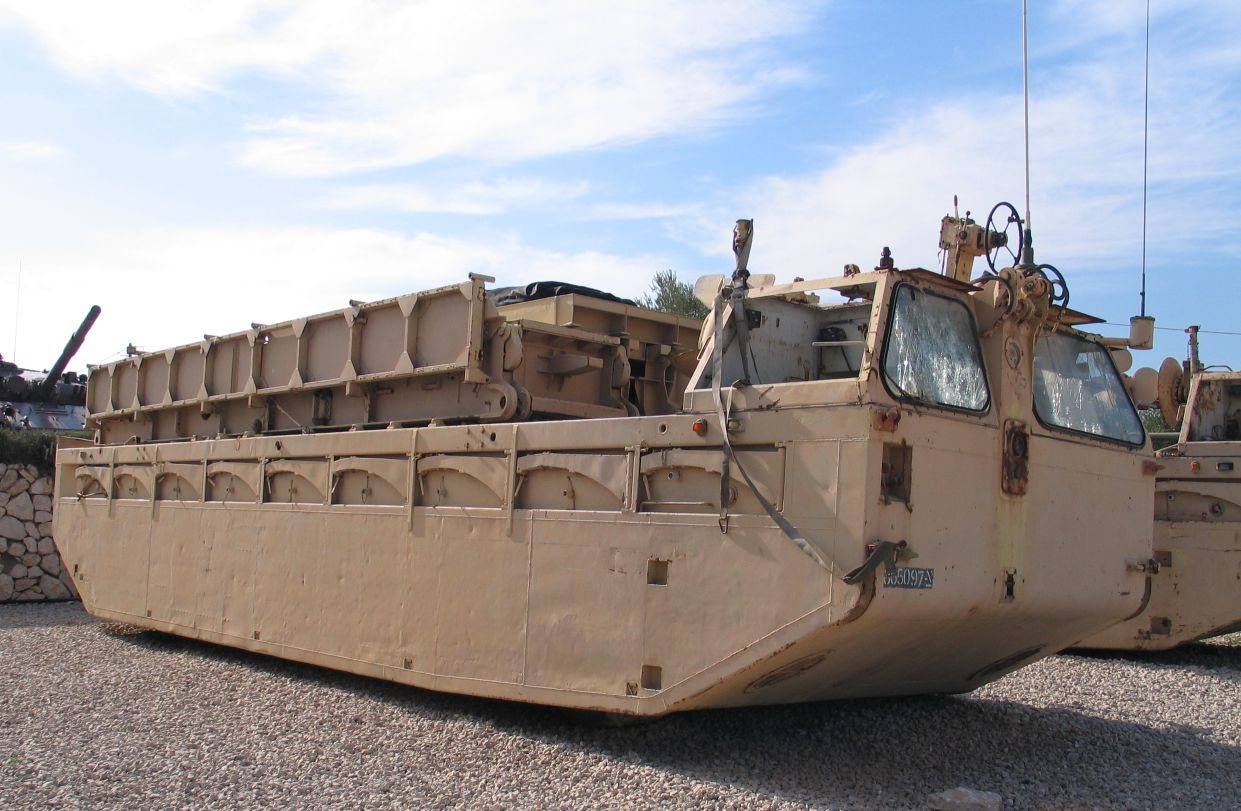
Původně francouzské obojživelné vozidlo EWK Gillois v izraelské úpravě. Během operace zajišťovala tato vozidla transport pontonů s izraelskými tanky přes Suezský průplav

Mezitím 17. října došlo na velitelství izraelské armády ke konfliktu mezi Šaronem a Adanem. Šaron požadoval, aby se jeho divize přesunula celá na západní břeh a rozvinula zde činnost, zatímco Adanova divize převezme úkoly budování a obrany obou předmostí. Adan Šarona obvinil, že se snaží zbavit úkolu, který nedokázal splnit (vytlačit Egypťany od Čínské farmy) a honí se pouze za slávou. Gen. Elazar poté Šaronovi nařídil nejprve vyčistit prostor Čínské farmy a až poté přesunout svou divizi na západní břeh průplavu.
Pontonový most přes průplav se izraelským ženistům podařilo dokončit 17. října v 16 hodin. Jeho montáž probíhala za egyptského těžkého bombardování a ženisté zaznamenali velké ztráty. Egypťané kromě dělostřelectva nasadili proti předmostí i vrtulníky a bombardéry. Jejich akce se ale díky izraelskému letectvu stávaly takřka sebevražednými. Na izraelské výsadkáře na západním břehu zároveň útočily egyptské speciální jednotky. Díky dobudování pontonového mostu se do rána 18. října podařilo na západní břeh kanálu přepravit 2 tankové brigády ze sestavy tankové divize gen. Adena a přibývaly i tanky gen. Šarona. Během rána následně vyrazily tyto tanky třemi směry. Do 19. října se Izraelcům podařilo předmostí rozšířit a rozvinout do obchvatné operace, přičemž byl konečně usazen válcový most a vybudován další, již třetí pontonový most. Generál Šaron postupoval směrem na sever na Ismailii s cílem odříznout zásobovací linie 2. armády. Jeho postup byl zastaven až v bitvě o Ismailii a nařízeným příměřím 25. října. Směrem na západ a posléze na jih postupovaly jednotky generálů Adana a Magena. Jejich cílem bylo odříznutí zásobovacích linií 3. armády. Jejich postup byl ukončen bitvou o Suez a uzavřeným příměřím 25. října.
Samotná operace byla oficiálně ukončena 23. října s tím, že splnila své cíle.

## Hodnocení
Izraelská operace byla, na rozdíl od egyptské operace Badr, která byla precizní a do nejmenších podrobností vypracovaná vojenská akce, akcí plánovanou ve spěchu. Vyznačovala se množstvím rizik a závisela především na osobní iniciativě a improvizačních schopnostech polních velitelů.